# Кочериново
Кочериново (буг. Кочериново) град је у Републици Бугарској, у западном делу земље, седиште истоимене општине Кочериново у оквиру Ћустендилске области.

## Географија
Положај: Кочериново се налази у западном делу Бугарске. Од престонице Софије град је удаљен 90 km јужно, а од обласног средишта, Ђустендила град је удаљен 50 km југоисточно.
Рељеф: Област Кочеринова се налази у области долине Струме, на око 400 m надморске висине. Источно од града издиже се планина Рила.
Клима: Клима у Кочеринову је континентална.
Воде: Близу Кочеринова протиче река Струма, а јужно од града у њу се улива њена значајна притока Рилска река.

## Историја
Област Кочеринова је првобитно било насељено Трачанима, а после њих овом облашћу владају стари Рим и Византија. Јужни Словени ово подручје насељавају у 7. веку. Од 9. века до 1395. г. област је била у саставу средњовековне Бугарске.
Крајем 14. века област Кочеринова је пала под власт Османлија, који владају облашћу 5 векова.
Године 1878. град је постао део савремене бугарске државе. Насеље постоје убрзо средиште окупљања за села у околини, са више јавних установа и трговиштем. Насеље је званично постало град 1974. године.

## Становништво
По проценама из 2010. г. Кочериново је имало око 2.400 ст. Огромна већина градског становништва су етнички Бугари. Остатак су махом Роми. Последњих деценија град губи становништво због удаљености од главних токова развоја у земљи.
Претежан вероисповест месног становништва је православна.

## Галерија
- Главна градска улица
- Здање општине Кочериново
- Пошта у Кочеринову
- Улазак з град